# تصوير علمي

الإسقاط الأقصى لكثافة جسم آدمي كامل (تصوير مقطعي بالإصدار البوزيتروني).

تصوير مقطعي محوسب لفأر مصور علمياً كإسقاط

التصوير العلمي (أو التصوّر العلمي) هو فرع من العلوم متعدد التخصصات والمعني في المقام الأول بتصور الظواهر في شكل ثلاثي الأبعاد في مجالات كلٍّ من الأرصاد جوية أو الطبية أو البيولوجية، وغيرها    حيث يتم التركيز على واقعية الأداء من وحدات التخزين، والأسطح، ومصادر الإضاءة، وهكذا دواليك، وربما مع ديناميكية (الوقت) لتكون رباعية الأبعاد (الأبعاد الثلاثة مع الزمن). ويعدّ كذلك فرع من علوم الحاسوب التي هي مجموعة فرعية من رسوماته. الغرض منها التصور العلمي لتوضيح المعلومات العلمية بيانياً لتمكين العلماء من فهم وتوضيح وجمع البصيرة من البيانات الخاصة بهم.

## معرض صور

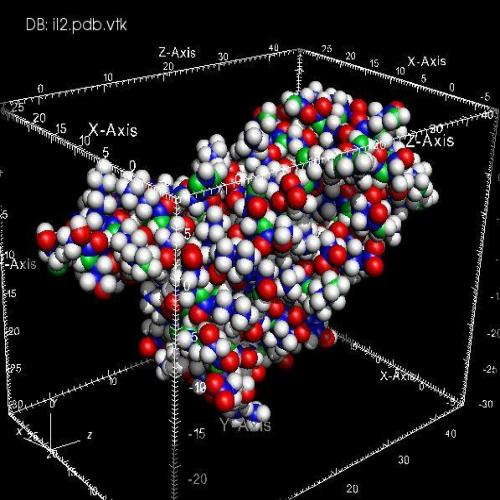
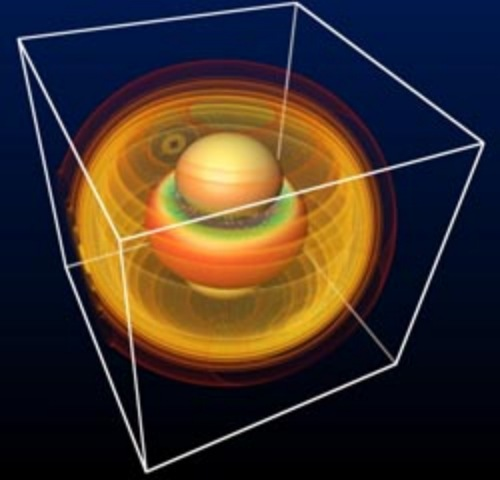
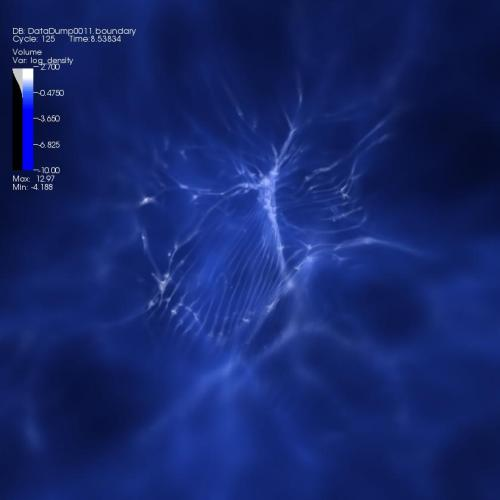
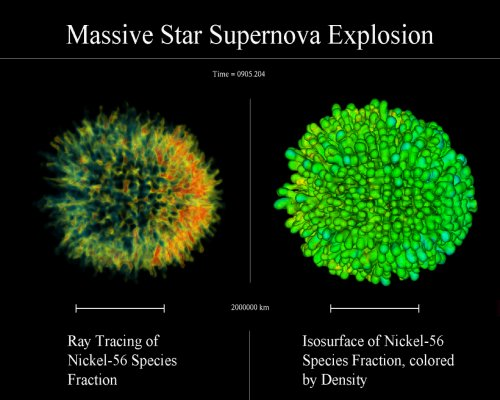